# Manuel Pinto da Costa
Manuel Pinto da Costa (Água Grande, 5 d'agost de 1937) és un economista de l'arxipèlag africà de São Tomé i Príncipe, encara que és més conegut per haver estat el president d'aquest país des de la independència el 1975 fins a 1991. Va governar sota un règim de partit únic, en el marc d'un Estat socialista encapçalant el Moviment per l'Alliberament de São Tomé i Príncipe (MLSTP).
Fou elegit novament a les eleccions presidencials de São Tomé i Príncipe de 2011 i 3 de setembre de 2011 va assumir novament el càrrec de president del seu país.

## Biografia
Educat en la desapareguda República Democràtica Alemanya, domina el portuguès i alemany. Fins a començaments de la dècada de 1990 el MLSTP va mantenir estretes relacions amb Angola i el MPLA, i Pinto da Costa mateix tenia una relació d'amistat amb José Eduardo dos Santos, el President d'Angola, des que ambdós eren joves.
El 1991 la legalització dels partits de l'oposició política va portar a les primeres eleccions presidencials sota un sistema democràtic. Pinto da Costa no va participar en les eleccions i fins i tot anuncià que es retiraria de la política. El MLSTP no va presentar un candidat alternatiu i Miguel Trovoada fou elegit sense oposició. Malgrat la seva declaració anterior, Pinto de Costa es va postular com a candidat a la presidència ja dins d'un sistema pluripartidista el 1996, aplegant el 47,26% dels vots en una segona volta contra el llavors president Miguel Trovoada, encara que no va guanyar aquests comicis. Va fer el mateix de nou en 2001, aconseguint al voltant del 40% dels vots, perdent en aquesta ocasió contra Fradique de Menezes, qui va guanyar amb la majoria en la primera ronda.
En un Congrés Extraordinari del MLSTP, celebrat en maig de 1998, Pinto da Costa va ser escollit per unanimitat com a president del Partit. A la fi de febrer de 2005, Guilherme Posser da Costa va ser escollit per succeir-lo en aquest càrrec.
A les eleccions presidencials de 2011 va participar com a independent. Va guanyar la primera volta amb la majoria de vots, però va fallar a obtenir la presidència al no obtenir els vots requerits. En una segona volta duta a terme el 7 d'agost va vèncer al seu rival Evaristo Carvalho, representant del partit de govern, amb el 53% dels vots. Durant la campanya es va enfocar en la necessitat d'estabilitat política i la promesa d'eliminar la corrupció. La seva candidatura va vèncer a la d'altres candidats, incloent la de l'ex Primer Ministre Maria das Neves, qui va declarar "El pla de Pinto da Costa pot portar major esperança al nostre país". Alguns analistes, però, han dit que la victòria de l'ex president Pinto podrien portar novament les regles d'autoritarisme del seu anterior període en el poder. Es va mantenir en el càrrec fins que fou derrotat per Evaristo Carvalho a les eleccions presidencials de São Tomé i Príncipe de 2016.